# ليه موراكامي
ليه موراكامي (بالإنجليزية: Les Murakami)‏ هو لاعب كرة قاعدة أمريكي، ولد في 1 يونيو 1936 في هونولولو في الولايات المتحدة.